# Volvo 9900
Volvo 9900 — туристический автобус особо большой вместимости производства Volvo Bussar. Первое поколение выпускалось брендом Drögmöller ( Volvo Busse Deutschland GmbH ) в Хайльбронне, Германия, с 2001 по 2005 год. Второе поколение производилось с 2007 по 2013 год на шасси Volvo 9700 брендом Volvo Polska Sp. z oo во Вроцлаве, Польша. Третье поколение производится с 2013 года. Современная версия транспортного средства производится с 2018 года.

## История
Модель 9900 была выпущена в качестве замены автобуса Volvo B12-600, произведённого в соответствии с полными спецификациями Volvo на платформе Volvo TX. Основная концепция 9900 — это старая модель Drögmöller E330 Comet с креслами в стиле театра и окном, слегка наклонённым вверх к задней части транспортного средства. В то время как B12-600 был доступен только со стандартной двухосной длиной 12,0 м, 9900 выпускался также с трёхосной длиной 12,8 м и 13,7 м. Модель Comet была доступна в трёхосной конфигурации как Drögmöller E430 SuperComet в начале 1990-х годов. Модели 9900 от Drögmöller были построены исключительно на шасси Volvo B12B.
В 2005 году завод Volvo в Хайльбронне был ликвидирован, что также означало, что 9900 был снят с производства. Компания Volvo хотела перенести производство модели, но только после этого у них было готово новое поколение 9700.
В 2007 году модель была перезапущена как часть семейства Volvo 9700, производимого на заводе в Польше. Стиль стал идентичен модели 9700 второго поколения, за исключением скошенной линии окон. В начале 2008 года из-за излишней идентичности произошла небольшая реконструкция некоторых деталей экстерьера. Среди наиболее заметных были нижний бампер передней части и воздухозаборники. В 2010 году шасси B12B было заменено новым шасси B13R. Volvo ещё больше подчеркнула эту модель в 2011 году, когда была добавлена серебряная полоса вдоль нижней линии окна. Возможно, это произошло потому что на протяжении многих лет среди некоторых операторов было популярно красить свои 9700 в стиле 9900.
В 2013 году появилось третье поколение 9900 с теми же новыми деталями дизайна, что и 9700 третьего поколения. Модель была представлена на выставке Busworld Kortrijk в октябре 2013 года. Кроме того, шасси B13R уступало место шасси B11R, соответствующему стандарту Евро-6.
Четвёртое поколение 9900 было представлено в мае 2018 года вместе со своим собратом 9700. Оно похоже на 9800 и производится исключительно для Польши.